# カズ (YouTuber)
カズこと、勝村 和央（かつむら かずひさ、1983年〈昭和58年〉9月24日 - ）は、日本のYouTuber、ブロガー、WEBクリエイター。株式会社カズチャンネルの代表取締役社長兼プロジェクタースクリーン製造会社「シアターハウス」の代表取締役を務める。UUUM所属。

## 来歴
- YouTubeでの動画配信を始めたのは2010年の秋。きっかけはある電化製品を購入するためインターネットで調べた際に、有名なYouTuberが商品をレビューしているのを見つけたこと[5][6]としている。2011年に公開した100日間で90キロから22キロ減量する様子を3分にまとめた動画が人気となり[5][6]、肉体派YouTuberとして知られるようになった[7]。

- 2012年に『YouTube NextUp 2012クリエイターキャンプ』のメンバーに選出された。[8][9]
- 2012年4月、NHKの 「おはよう日本」に出演[10]。
- 2013年1月にWOWOWでジョン・カビラと渡辺直美の番組ザ・プライムショーにゲスト出演[11]、同年12月にはYouTuberプロダクションのUUUMに所属した[12]。

- 主にDIYやガジェットレビューや料理などの動画をYouTube上に投稿する[3][7]。上記のダイエット動画以降はダイエットや運動など、自らの体を使った動画も多く配信している[7]。商品レビューの際は実際に商品を購入して性能を試し、メリット・デメリットの両方に遠慮なく触れているという[5]。

- 動画撮影の際はTシャツ・短パンにスポーツキャップをかぶったラフなスタイルが多い。

- 2015年1月8日にカズゲームズ/Gaming Kazuのチャンネルで『Minecraft』のゲーム実況「カズクラ」を開始。

- 2017年10月16日に『マインクラフト実況』Part1000によりシーズン1が最終回となったが同年10月にはシーズン2が始まった。

- 2017年11月から2018年2月にかけて発生した平成30年の大雪による災害では、「報道されない福井の現状」として豪雪被害の様子と被害復興の援助に当てるための手段としてふるさと納税の方法についてをYouTubeに動画を投稿した[4]。当時、カズチャンネルのチャンネル登録者数は130万人以上で、この動画は2月15日から19日の間に52万回以上の再生を記録した[4]。福井市ではふるさと納税がこの期間に一日平均70件と動画投稿前の倍近くに増え、「カズさんの動画を見た」とメッセージが多数寄せられた[4]。

- 2018年12月29日に『マインクラフト実況』のシーズン2をJAVA版からの変更を理由にPart416で最終回となった。2019年1月3日に統合版での動画配信が始まった。その後、シーズン4でJAVA版に戻している。
- 2019年以降は、毎年新ワールドにて実況をしている。

- 2021年9月6日公開のYouTubeにて、プロジェクタースクリーンの製造会社「シアターハウス」の代表取締役に就任したことを発表。

- 2023年6月30日頃から謎の高熱と頭痛に悩まされていると同年7月2日に公開のYouTubeに公表した[13][14]。病院で検査した所インフルエンザと新型コロナウイルスの両方で陰性であり、カズは体調不良前の状況や症状からヘルパンギーナではないかと見立てを立てた[13][14]。

- 2023年8月27日公開のYouTubeにて3年半探していた別荘を購入したと発表した[15]。別荘は約2000坪の広さであり、6LLLDDDKKKのカフェと庭が付いている。カズはこの別荘をリフォームしていくと話した[15]。しかし、同年9月6日の記録的な大雨[16]により雨漏りが発生しており、修繕費に推定500万円かかると同月11日にYouTubeで公表した[17]。

- 2024年1月16日公開のYouTubeにて「シアターハウス」のネットショップで被害総額100万円を超える詐欺に遭ったと公表した[18][19]。カードの不正使用者がシアターハウスの商品を購入し、それを転売するという手口であり、不正利用が発覚しても被害者側にはクレジットカード会社から補填がされるが、ウェブサイト側には補填がされない事が多く売上が入らなかった[18][19]。

- 2024年11月6日公開のYouTubeにて、2023年夏に購入した約2000坪の別荘の内装が完成したと報告した[20][21][22]。尚、カズ曰くまだベータ版との事でリフォームはまだ続くと語っている[20][22]。

- 2024年12月16日公開のYouTubeにて、自身の娘と自家用車に乗っていた所に高齢ドライバーの運転する自動車に追突されたと公表した[23]。カズ自身と娘、高齢ドライバーに怪我は無かった[23]。

### コラボレーション
2015年に宮崎県宮崎市の依頼で市を初訪問し、青島でのサーフィンやランニング、食事などの様子を映した動画を2本投稿。2016年12月には関西電力とコラボし、元電気工事士という経歴を生かして昇搭や碍子吊り上げに挑戦する動画を投稿している。他にも多数の企業とのコラボレーション動画を投稿している。

## 人物
1983年9月24日、福井県坂井郡春江町（現：坂井市）に生まれる。
春江町立春江小学校、春江町立春江中学校、福井県立春江工業高等学校を卒業後、大手電気工事会社へ就職。翌年に叔父の経営する会社(株式会社シアターハウス)へ転職した。自営業の叔父から大きな影響を受け、独学でweb制作の術を身に付けのちに独立する。身長175cm、血液型はAB型、既婚者である。2013年12月に当時交際していた彼女に東京ディズニーランドでプロポーズする動画を配信し、話題となった。その彼女と翌2014年の1月30日に入籍した。2016年10月7日に第1子となる長女が誕生したことを動画で報告した。2018年5月6日に第2子となる次女が誕生したことをTwitter、動画で報告した。2020年7月11日第3児を授かったのを報告。2020年12月18日第3子となる三女が誕生したのをカズチャンネル、カズさんの村双方のチャンネルで報告。カズさん、奥さん双方の目線で公開されている。2021年9月、株式会社シアターハウス代表取締役に就任し、現在に至る。